# Criptocefalins
Els criptocefalins (Cryptocephalinae) són una subfamília de coleòpters crisomèlids i pertanyen al grup anomenat els Camptosomata (les larves porten un estoig de detrits vegetals).

## Taxonomia
la subfamília dels criptocefalins es subdivideix en tres tribus:
- Tribu Clytrini
- Tribu Cryptocephalini
- Tribu Fulcidacini